# Advokaturchef
En advokaturchef er en jurist, der er chef for en advokatur i  den lokaleanklagemyndighed i en af de 12 danske politikredse. 
En advokaturchef er underordnet Chefanklageren og kan i sin advokatur have specialanklagere, senioranklagere, anklagere og anklagerfulmægtige som medarbejdere. Advokaturerne er normalt opdelt efter fagområder, således særlovssager (færdsel, miljø, arbejdsmiljø osv.), organiseret kriminalitet (bande, narkotika m.v.), personfarlig kriminalitet (sædelighed, vold og drab m.v.)samt økonomisk kriminalitet. Endvidere er der ofte en særlig advokatur for helt særlige sager, fx politisk betonede, mindre sager om ansattes forhold uden for tjenesten, samt opgaver vedrørende drift og målstyring.
Indtil primo 2012 blev stillingen betegnet politiadvokat.